# Ezzard Charles
Ezzard Mack Charles (* 7. Juli 1921 in Lawrenceville, Georgia; † 28. Mai 1975 in Chicago) war ein US-amerikanischer Boxer und unumstrittener Schwergewichts-Boxweltmeister (1949 bis 1951). Sein Spitz- beziehungsweise Kampfname war Die Kobra von Cincinnati.

## Amateurkarriere
1939 wurde Charles US-amerikanischer Meister im Mittelgewicht (-73 kg).

## Profikarriere
Seinen ersten Profi-Kampf gewann er am 27. März 1940 gegen John Reeves in Cincinnati. Er begann im Mittelgewicht und konnte den dort überragenden Charley Burley gleich zweimal schlagen.
Vor allem das Halbschwergewicht wurde die Gewichtsklasse, in der Charles am beeindruckendsten auftrat. Er gilt beim Ring Magazine als bester Halbschwergewichtler aller Zeiten, im Besonderen wegen dreier Siege über Archie Moore, der an Nummer 2 geführt wird.
Ironischerweise konnte er zu seiner besten Zeit nie um den Halbschwergewichtstitel boxen, aber dafür um den Schwergewichtstitel, als er den Höhepunkt seiner Karriere und boxerischen Leistungsfähigkeit überschritten hatte.
Am 20. Februar 1948 kämpfte Charles in Chicago gegen den jungen Sam Baroudi. Ezzard gewann durch K. o. in der 10. Runde, Baroudi wurde so hart getroffen, dass er später im Krankenhaus den während des Kampfes erlittenen inneren Verletzungen erlag. Charles erwog daraufhin, seine Boxkarriere zu beenden, ein Telegramm von  Baroudis Vater überzeugte ihn jedoch, weiterzumachen. Er veränderte jedoch seinen Boxstil und entwickelte sich vom aggressiven Kämpfer zum vorsichtigeren, technisch besseren Boxer.

### Im Schwergewicht
Am 22. Juni 1949 boxte er in Chicago gegen Jersey Joe Walcott um den nach dem Rücktritt von Joe Louis vakanten Weltmeistertitel im Schwergewicht und gewann nach 15 Runden. Das „Ring Magazine“ war von dem Kampf jedoch so wenig angetan, dass es Charles nicht als Weltmeister bewerten wollte. Erst als Charles im September 1950 Joe Louis bei dessen Comeback besiegte, wurde er als Weltmeister anerkannt. Wie mehrfach in der Geschichte des Schwergewichtsboxens, wurde die Legitimation eines Titelträgers, der einer Box-Legende nachfolgte, in Zweifel gezogen. Vergleichbare Fälle waren Gene Tunney oder Larry Holmes.
Gegen Jersey Joe Walcott verlor Charles am 18. Juli 1951 in Pittsburgh nach sieben Runden durch K. o. den Titel. Anschließend fand er nie mehr zu seiner vollen Kampfkraft zurück. Den Rückkampf gegen Walcott im Juni 1952 verlor er nach Punkten, ebenso unterlag er gegen Rex Lane (siegte aber im Rückkampf), Niño Valdés und dem Halbschwergewichtler Harold Johnson.
Nun war er ein attraktiver Gegner für den amtierenden Schwergewichtsweltmeister Rocky Marciano, dem er 1954 in zwei Kämpfen einmal knapp nach Punkten und einmal klar durch K. o. unterlag. Charles, der im Verlauf dieser Kämpfe den in seiner Profi-Karriere nie besiegten Marciano vor einige Probleme stellte, blieb der „Ruhm“, der einzige Boxer zu sein, der 15 Runden gegen Marciano durchgehalten hatte, auch wenn er nach dem ersten Kampf verlautbaren ließ, er fühle sich, als sei er „unter einen Mähdrescher geraten“.
Nach den Marciano-Kämpfen konnte Charles keinen großen Kampf mehr gewinnen und beendete schließlich seine Karriere im Jahre 1959.
1990 fand Charles Aufnahme in die International Boxing Hall of Fame.

## Liste der Profikämpfe
| 95 Siege (52 K.-o.-Siege), 25 Niederlagen, 1 Unentschieden |               |                                                   |                                                                |                                                     |
| Jahr                                                       | Tag           | Ort                                               | Gegner                                                         | Ergebnis für Charles                                |
| 1940                                                       | 12. März      | Armory, Middletown, USA                           | Melody Johnson                                                 | Sieg / KO 4. Runde                                  |
| 1940                                                       | 27. März      | Music Hall Arena, Cincinnati, USA                 | John Reeves                                                    | Punktsieg / 6 Runden                                |
| 1940                                                       | 3. April      | Music Hall Arena, Cincinnati, USA                 | Remo Fernandez                                                 | Punktsieg / 6 Runden                                |
| 1940                                                       | 20. Mai       | Music Hall Arena, Cincinnati, USA                 | Charley Banks                                                  | Punktsieg / 6 Runden                                |
| 1940                                                       | 3. Juni       | Music Hall Arena, Cincinnati, USA                 | Charley Banks                                                  | Sieg / KO 1. Runde                                  |
| 1940                                                       | 13. Juni      | Parkway Arena, Cincinnati, USA                    | Frankie Williams                                               | Sieg / TKO 5. Runde                                 |
| 1940                                                       | 17. Juni      | Legion Hall, Portsmouth, USA                      | Young Kid Ash                                                  | Sieg / KO 3. Runde                                  |
| 1940                                                       | 29. Juli      | Parkway Arena, Cincinnati, USA                    | Carl Turner                                                    | Punktsieg / 6 Runden                                |
| 1940                                                       | 5. August     | Haft's Acre, Columbus, USA                        | John Reeves                                                    | Punktsieg / 4 Runden                                |
| 1940                                                       | 23. September | Music Hall Arena, Cincinnati, USA                 | Billy Hood                                                     | Sieg / KO 2. Runde                                  |
| 1940                                                       | 1. Oktober    | Music Hall Arena, Cincinnati, USA                 | Marty Simmons                                                  | Punktsieg / 10 Runden                               |
| 1940                                                       | 2. Dezember   | Music Hall Arena, Cincinnati, USA                 | Charley Jerome                                                 | Sieg / KO 3. Runde                                  |
| 1941                                                       | 10. Februar   | Music Hall Arena, Cincinnati, USA                 | Billy Bengal                                                   | Punktsieg (einstimmig) / 10 Runden                  |
| 1941                                                       | 24. Februar   | Music Hall Arena, Cincinnati, USA                 | Slaka Cavrich                                                  | Sieg / KO 2. Runde                                  |
| 1941                                                       | 10. März      | Music Hall Arena, Cincinnati, USA                 | Floyd Howard                                                   | Sieg / KO 7. Runde                                  |
| 1941                                                       | 31. März      | Music Hall Arena, Cincinnati, USA                 | Joe Sutka                                                      | Punktsieg / 10 Runden                               |
| 1941                                                       | 12. Mai       | Music Hall Arena, Cincinnati, USA                 | Rudy Kozole                                                    | Punktsieg / 10 Runden                               |
| 1941                                                       | 9. Juni       | Crosley Field, Cincinnati, USA                    | Ken Overlin                                                    | Punktniederlage (einstimmig) / 10 Runden            |
| 1941                                                       | 21. Juli      | Parkway Arena, Cincinnati, USA                    | Al Gilbert                                                     | Sieg / TKO 5. Runde                                 |
| 1941                                                       | 13. Oktober   | Music Hall Arena, Cincinnati, USA                 | Pat Mangini                                                    | Sieg / KO 1. Runde                                  |
| 1941                                                       | 17. November  | Music Hall Arena, Cincinnati, USA                 | Teddy Yarosz                                                   | Punktsieg (einstimmig) / 10 Runden                  |
| 1942                                                       | 12. Januar    | Music Hall Arena, Cincinnati, USA                 | Anton Christoforidis                                           | Sieg / TKO 3. Runde                                 |
| 1942                                                       | 2. März       | Music Hall Arena, Cincinnati, USA                 | Ken Overlin                                                    | Unentschieden (Mehrheitsentscheidung) / 10 Runden   |
| 1942                                                       | 8. April      | Music Hall Arena, Cincinnati, USA                 | Billy Pryor                                                    | Punktsieg / 10 Runden                               |
| 1942                                                       | 13. Mai       | Music Hall Arena, Cincinnati, USA                 | Kid Tunero                                                     | Punktniederlage (geteilte Entscheidung) / 10 Runden |
| 1942                                                       | 25. Mai       | Forbes Field, Pittsburgh, USA                     | Charley Burley                                                 | Punktsieg (einstimmig) / 10 Runden                  |
| 1942                                                       | 29. Juni      | Hickey Park, Millvale, USA                        | Charley Burley                                                 | Punktsieg (einstimmig) / 10 Runden                  |
| 1942                                                       | 14. Juli      | Crosley Field, Cincinnati, USA                    | Steve Mamakos                                                  | Sieg / KO 1. Runde                                  |
| 1942                                                       | 27. Juli      | Forbes Field, Pittsburgh, USA                     | Booker Beckwith                                                | Sieg / KO 9. Runde                                  |
| 1942                                                       | 17. August    | Hickey Park, Millvale, USA                        | Jose Basora                                                    | Sieg / KO 5. Runde                                  |
| 1942                                                       | 15. September | Forbes Field, Pittsburgh, USA                     | Mose Brown                                                     | Sieg / KO 6. Runde                                  |
| 1942                                                       | 27. Oktober   | Duquesne Gardens, Pittsburgh, USA                 | Joey Maxim                                                     | Punktsieg (einstimmig) / 10 Runden                  |
| 1942                                                       | 1. Dezember   | Arena, Cleveland, USA                             | Joey Maxim                                                     | Punktsieg (einstimmig) / 10 Runden                  |
| 1943                                                       | 7. Januar     | Arena, Cleveland, USA                             | Jimmy Bivins                                                   | Punktniederlage (einstimmig) / 10 Runden            |
| 1943                                                       | 31. März      | Arena, Cleveland, USA                             | Lloyd Marshall                                                 | Niederlage / TKO 8. Runde                           |
| 1944                                                       | 13. Dezember  | Brancaccio Theatre, Rom, Italien                  | Stanley Goicz                                                  | Punktsieg / 3 Runden                                |
| 1944                                                       | 16. Dezember  | Brancaccio Theatre, Rom, Italien                  | Al Barlow                                                      | Punktsieg / 3 Runden                                |
| 1946                                                       | 18. Februar   | Music Hall Arena, Cincinnati, USA                 | Al Sheridan                                                    | Sieg / KO 2. Runde                                  |
| 1946                                                       | 25. März      | Music Hall Arena, Cincinnati, USA                 | Tommy Hubert                                                   | Punktsieg (einstimmig) / 10 Runden                  |
| 1946                                                       | 1. April      | Duquesne Gardens, Pittsburgh, USA                 | Billy Duncan                                                   | Sieg / KO 4. Runde                                  |
| 1946                                                       | 15. April     | Duquesne Gardens, Pittsburgh, USA                 | George Parks                                                   | Sieg / TKO 6. Runde                                 |
| 1946                                                       | 13. Mai       | Music Hall Arena, Cincinnati, USA                 | Tommy Hubert                                                   | Sieg / KO 4. Runde                                  |
| 1946                                                       | 20. Mai       | Forbes Field, Pittsburgh, USA                     | Archie Moore                                                   | Punktsieg (einstimmig) / 10 Runden                  |
| 1946                                                       | 13. Juni      | Idora Park, Youngstown, USA                       | Shelton Bell                                                   | Sieg / KO 5. Runde                                  |
| 1946                                                       | 29. Juli      | Crosley Field, Cincinnati, USA                    | Lloyd Marshall                                                 | Sieg / KO 6. Runde                                  |
| 1946                                                       | 23. September | Music Hall Arena, Cincinnati, USA                 | Oakland Billy Smith                                            | Punktsieg (einstimmig) / 10 Runden                  |
| 1946                                                       | 12. November  | Duquesne Gardens, Pittsburgh, USA                 | Jimmy Bivins                                                   | Punktsieg (einstimmig) / 10 Runden                  |
| 1947                                                       | 17. Februar   | Music Hall Arena, Cincinnati, USA                 | Oakland Billy Smith                                            | Sieg / KO 5. Runde                                  |
| 1947                                                       | 10. März      | Arena, Cleveland, USA                             | Jimmy Bivins                                                   | Sieg / KO 4. Runde                                  |
| 1947                                                       | 14. April     | Duquesne Gardens, Pittsburgh, USA                 | Erv Sarlin                                                     | Punktsieg (einstimmig) / 10 Runden                  |
| 1947                                                       | 5. Mai        | Music Hall Arena, Cincinnati, USA                 | Archie Moore                                                   | Punktsieg (Mehrheitsentscheidung) / 10 Runden       |
| 1947                                                       | 14. Juli      | Crosley Field, Cincinnati, USA                    | Fitzie Fitzpatrick                                             | Sieg / KO 5. Runde                                  |
| 1947                                                       | 25. Juli      | Madison Square Garden, New York, USA              | Elmer Ray                                                      | Punktniederlage (geteilte Entscheidung) / 10 Runden |
| 1947                                                       | 16. September | Buffalo Memorial Auditorium, Buffalo, USA         | Joe Matisi                                                     | Punktsieg (einstimmig) / 10 Runden                  |
| 1947                                                       | 29. September | Crosley Field, Cincinnati, USA                    | Lloyd Marshall                                                 | Sieg / KO 2. Runde                                  |
| 1947                                                       | 16. Oktober   | Armory, Akron, USA                                | Al Smith                                                       | Sieg / TKO 4. Runde                                 |
| 1947                                                       | 27. Oktober   | Radio Center Arena, Huntington, USA               | Clarence Jones                                                 | Sieg / KO 1. Runde                                  |
| 1947                                                       | 3. November   | Buffalo Memorial Auditorium, Buffalo, USA         | Teddy Randolph                                                 | Punktsieg (einstimmig) / 10 Runden                  |
| 1947                                                       | 2. Dezember   | Arena, Cleveland, USA                             | Fitzie Fitzpatrick                                             | Sieg / TKO 4. Runde                                 |
| 1948                                                       | 13. Januar    | Arena, Cleveland, USA                             | Archie Moore                                                   | Sieg / KO 8. Runde                                  |
| 1948                                                       | 20. Februar   | Chicago Stadium, Chicago, USA                     | Sam Baroudi                                                    | Sieg / KO 10. Runde                                 |
| 1948                                                       | 7. Mai        | Chicago Stadium, Chicago, USA                     | Elmer Ray                                                      | Sieg / KO 9. Runde                                  |
| 1948                                                       | 20. Mai       | Buffalo Memorial Auditorium, Buffalo, USA         | Erv Sarlin                                                     | Punktsieg (einstimmig) / 10 Runden                  |
| 1948                                                       | 13. September | Griffith Stadium, Washington, USA                 | Jimmy Bivins                                                   | Punktsieg (einstimmig) / 10 Runden                  |
| 1948                                                       | 15. November  | Music Hall Arena, Cincinnati, USA                 | Walter Hafer                                                   | Sieg / KO 7. Runde                                  |
| 1948                                                       | 10. Dezember  | Madison Square Garden, New York, USA              | Joe Baksi                                                      | Sieg / TKO 11. Runde                                |
| 1949                                                       | 7. Februar    | Arena, Philadelphia, USA                          | Johnny Haynes                                                  | Sieg / KO 8. Runde                                  |
| 1949                                                       | 28. Februar   | Cincinnati Gardens, Cincinnati, USA               | Joey Maxim                                                     | Punktsieg (Mehrheitsentscheidung) / 15 Runden       |
| 1949                                                       | 22. Juni      | Comiskey Park, Chicago, USA                       | Jersey Joe Walcott vakante NBA-Schwergewicht-Weltmeisterschaft | Punktsieg (einstimmig) / 15 Runden                  |
| 1949                                                       | 10. August    | Yankee Stadium, Bronx, USA                        | Gus Lesnevich NBA-Schwergewicht-Titelverteidigung              | Sieg / Aufgabe 7. Runde                             |
| 1949                                                       | 14. Oktober   | Cow Palace, Daly City, USA                        | Pat Valentino NBA-Schwergewicht-Titelverteidigung              | Sieg / KO 8. Runde                                  |
| 1950                                                       | 15. August    | Buffalo Memorial Auditorium, Buffalo, USA         | Freddie Beshore NBA-Schwergewicht-Titelverteidigung            | Sieg / TKO 14. Runde                                |
| 1950                                                       | 27. September | Yankee Stadium, Bronx, USA                        | Joe Louis NBA-Schwergewicht-Titelverteidigung                  | Punktsieg (einstimmig) / 15 Runden                  |
| 1950                                                       | 5. Dezember   | Cincinnati Gardens, Cincinnati, USA               | Nick Barone NBA-Schwergewicht-Titelverteidigung                | Sieg / KO 11. Runde                                 |
| 1951                                                       | 12. Januar    | Madison Square Garden, New York, USA              | Lee Oma NBA-Schwergewicht-Titelverteidigung                    | Sieg / TKO 10. Runde                                |
| 1951                                                       | 7. März       | Detroit Olympia, Detroit, USA                     | Jersey Joe Walcott NBA-Schwergewicht-Titelverteidigung         | Punktsieg (einstimmig) / 15 Runden                  |
| 1951                                                       | 30. Mai       | Chicago Stadium, Chicago, USA                     | Joey Maxim NBA-Schwergewicht-Titelverteidigung                 | Punktsieg (einstimmig) / 15 Runden                  |
| 1951                                                       | 18. Juli      | Forbes Field, Pittsburgh, USA                     | Jersey Joe Walcott NBA-Schwergewicht-Titelverteidigung         | Niederlage / KO 7. Runde                            |
| 1951                                                       | 10. Oktober   | Forbes Field, Pittsburgh, USA                     | Rex Layne                                                      | Sieg / TKO 11. Runde                                |
| 1951                                                       | 12. Dezember  | Cow Palace, Daly City, USA                        | Joey Maxim                                                     | Punktsieg (einstimmig) / 12 Runden                  |
| 1951                                                       | 21. Dezember  | Pacific Livestock Pavilion, Portland, USA         | Joe Kahut                                                      | Sieg / KO 8. Runde                                  |
| 1952                                                       | 5. Juni       | Municipal Stadium, Philadelphia, USA              | Jersey Joe Walcott NBA-Schwergewicht-Weltmeisterschaft         | Punktniederlage (einstimmig) / 15 Runden            |
| 1952                                                       | 8. August     | Ogden Stadium, Ogden, USA                         | Rex Layne                                                      | Punktniederlage / 10 Runden                         |
| 1952                                                       | 8. Oktober    | Cincinnati Gardens, Cincinnati, USA               | Bernie Reynolds                                                | Sieg / KO 2. Runde                                  |
| 1952                                                       | 24. Oktober   | Madison Square Garden, New York, USA              | Cesar Brion                                                    | Punktsieg (einstimmig) / 10 Runden                  |
| 1952                                                       | 26. November  | Chicago Stadium, Chicago, USA                     | Jimmy Bivins                                                   | Punktsieg (einstimmig) / 10 Runden                  |
| 1952                                                       | 15. Dezember  | Boston Garden, Boston, USA                        | Frank Buford                                                   | Sieg / TKO 7. Runde                                 |
| 1953                                                       | 14. Januar    | St. Louis Arena, Saint Louis, USA                 | Wes Bascom                                                     | Sieg / TKO 9. Runde                                 |
| 1953                                                       | 4. Februar    | Detroit Olympia, Detroit, USA                     | Tommy Harrison                                                 | Sieg / TKO 9. Runde                                 |
| 1953                                                       | 1. April      | Winterland Arena, San Francisco, USA              | Rex Layne                                                      | Punktsieg (einstimmig) / 10 Runden                  |
| 1953                                                       | 12. Mai       | Sports Arena, Toledo, USA                         | Billy Gilliam                                                  | Punktsieg (einstimmig) / 10 Runden                  |
| 1953                                                       | 26. Mai       | UW–Milwaukee Panther Arena, Milwaukee, USA        | Larry Watson                                                   | Sieg / KO 5. Runde                                  |
| 1953                                                       | 11. August    | Auditorium, Miami Beach, USA                      | Niño Valdés                                                    | Punktniederlage (einstimmig) / 10 Runden            |
| 1953                                                       | 8. September  | Connie Mack Stadium, Philadelphia, USA            | Harold Johnson                                                 | Punktniederlage (geteilte Entscheidung) / 10 Runden |
| 1953                                                       | 16. Dezember  | Civic Auditorium, San Francisco, USA              | Coley Wallace                                                  | Sieg / KO 10. Runde                                 |
| 1954                                                       | 13. Januar    | Chicago Stadium, Chicago, USA                     | Bob Satterfield                                                | Sieg / KO 2. Runde                                  |
| 1954                                                       | 17. Juni      | Yankee Stadium, Bronx, USA                        | Rocky Marciano NBA-Schwergewicht-Weltmeisterschaft             | Punktniederlage (einstimmig) / 15 Runden            |
| 1954                                                       | 17. September | Yankee Stadium, Bronx, USA                        | Rocky Marciano NBA-Schwergewicht-Weltmeisterschaft             | Niederlage / KO 8. Runde                            |
| 1955                                                       | 18. Februar   | Madison Square Garden, New York, USA              | Charley Norkus                                                 | Punktsieg (einstimmig) / 10 Runden                  |
| 1955                                                       | 11. April     | Edmonton Gardens, Edmonton, Kanada                | Vern Escoe                                                     | Sieg / KO 3. Runde                                  |
| 1955                                                       | 27. April     | Auditorium, Miami Beach, USA                      | John Holman                                                    | Niederlage / TKO 9. Runde                           |
| 1955                                                       | 8. Juni       | Music Hall Arena, Cincinnati, USA                 | John Holman                                                    | Punktsieg (einstimmig) / 10 Runden                  |
| 1955                                                       | 13. Juli      | Chicago Stadium, Chicago, USA                     | Paul Andrews                                                   | Punktsieg (geteilte Entscheidung) / 10 Runden       |
| 1955                                                       | 3. August     | War Memorial Auditorium, Syracuse, USA            | Tommy Jackson                                                  | Punktniederlage (einstimmig) / 10 Runden            |
| 1955                                                       | 31. August    | Arena, Cleveland, USA                             | Tommy Jackson                                                  | Punktniederlage (einstimmig) / 10 Runden            |
| 1955                                                       | 14. November  | Rhode Island Auditorium, Providence, USA          | Toxie Hall                                                     | Punktniederlage (geteilte Entscheidung) / 10 Runden |
| 1955                                                       | 6. Dezember   | Blue Cross Arena, Rochester, USA                  | Toxie Hall                                                     | Punktsieg (einstimmig) / 10 Runden                  |
| 1955                                                       | 22. Dezember  | Cow Palace, Daly City, USA                        | Bob Albright                                                   | Punktsieg (geteilte Entscheidung) / 10 Runden       |
| 1955                                                       | 29. Dezember  | Olympic Auditorium, Los Angeles, USA              | Young Jack Johnson                                             | Niederlage / TKO 6. Runde                           |
| 1956                                                       | 21. April     | Windsor Arena, Windsor, Kanada                    | Don Jasper                                                     | Sieg / TKO 9. Runde                                 |
| 1956                                                       | 21. Mai       | St. Nicholas Arena, New York, USA                 | Wayne Bethea                                                   | Punktniederlage (einstimmig) / 10 Runden            |
| 1956                                                       | 19. Juni      | Softball Park, Phoenix, USA                       | Bob Albright                                                   | Sieg / Aufgabe 6. Runde                             |
| 1956                                                       | 13. Juli      | Lincoln Bowl, Tacoma, USA                         | Pat McMurtry                                                   | Punktniederlage (einstimmig) / 10 Runden            |
| 1956                                                       | 31. August    | Sicks' Stadium, Seattle, USA                      | Harry Matthews                                                 | Punktniederlage (einstimmig) / 10 Runden            |
| 1956                                                       | 2. Oktober    | Harringay Arena, Harringay, Großbritannien        | Dick Richardson                                                | Niederlage / Disqualifikation 2. Runde              |
| 1958                                                       | 28. August    | East-West Stadium, Fairmont, USA                  | Johnny Harper                                                  | Punktsieg (einstimmig) / 10 Runden                  |
| 1958                                                       | 30. September | Plaza de Toros, Ciudad Juarez, Mexiko             | Alfredo Zuany                                                  | Punktniederlage (einstimmig) / 10 Runden            |
| 1958                                                       | 27. Oktober   | Memorial Auditorium, Dallas, USA                  | Donnie Fleeman                                                 | Niederlage / KO 6. Runde                            |
| 1959                                                       | 3. Juli       | Lincoln Heights High School, Lincoln Heights, USA | Dave Ashley                                                    | Sieg / TKO 9. Runde                                 |
| 1959                                                       | 30. Juli      | Fairgrounds Arena, Boise, USA                     | George Logan                                                   | Niederlage / KO 8. Runde                            |
| 1959                                                       | 1. September  | Municipal Auditorium, Oklahoma City, USA          | Alvin Green                                                    | Punktniederlage (einstimmig) / 10 Runden            |
| Quelle: Ezzard Charles in der BoxRec-Datenbank             |               |                                                   |                                                                |                                                     |